# Homaloptera stephensoni
Homaloptera stephensoni är en fiskart som beskrevs av Hora 1932. Homaloptera stephensoni ingår i släktet Homaloptera och familjen grönlingsfiskar. Inga underarter finns listade i Catalogue of Life.